# The Barker
The Barker este un film american, o dramă romantică din 1928, produs și lansat de First National Pictures, o filială a Warner Bros., dobândită în septembrie 1928. Filmul a fost regizat de George Fitzmaurice și îi are în rolurile principale pe Milton Sills, Dorothy Mackaill, Betty Compson și Douglas Fairbanks Jr.
Filmul se bazează pe piesa de teatru cu același nume, cu care s-a inaugurat stagiunea Teatrului Biltmore pe 18 ianuarie 1927 și s-a jucat până în iulie 1927 timp de 221 de spectacole. În producția de teatru Walter Huston a fost „Nifty” și Claudette Colbert, încă relativ necunoscută, a fost „Lou”, interpretată în film de Dorothy Mackaill.
Filmul a fost adaptat de Benjamin Glazer, Joseph Jackson și Herman J. Mankiewicz după piesă de Kenyon Nicholson. Barkerul este un film parțial sonor, cu câteva secvențe cu muzicale sincronizate și efecte sonore.

## Subiect
Filmul spune povestea unei femei (Dorothy Mackaill) care intervine între un bărbat (Milton Sills) și fiul său înstrăinat (Douglas Fairbanks Jr.). Sills este un personaj care îndeamnă oamenii să vină carnaval, care este îndrăgostit de o dansatoare și se ambiționează să-l vadă pe fiul său, Fairbanks, devenind avocat. Fairbanks are alte idei și, în timpul vacanței, călătorește incognito într-un transport de marfă, se alătură carnavalului și se căsătorește cu o fată dansatoare (Mackaill). În cele din urmă, Fairbanks îndeplinește ambiția pe care tatăl său o avea pentru el.

## Distribuție
- Betty Compson în rolul Carrie
- Milton Sills în rolul Nifty Miller
- Dorothy Mackaill în rolul Lou
- Douglas Fairbanks Jr. în rolul Chris Miller
- Sylvia Ashton în rolul Ma Benson
- George Cooper în rolul Hap Spissel
- S. S. Simon în rolul colonelului Gowdy
- Tom Dugan în rolul celui care se bâlbâie